# Aliaksei Tsapik
Aliaksei Tsapik (Bielorrusia, 4 de agosto de 1988) es un atleta bielorruso, especialista en la prueba de triple salto en la que llegó a ser medallista de bronce europeo en 2012.

## Carrera deportiva
En el Campeonato Europeo de Atletismo de 2012 ganó la medalla de bronce en el triple salto, llegando hasta los 16.97 metros, tras el italiano Fabrizio Donato y el ucraniano Sheryf El-Sheryf (plata con 17.28 metros).